# Wody podziemne
Wody podziemne – wszystkie wody znajdujące się pod powierzchnią Ziemi.

## Charakterystyka wód podziemnych

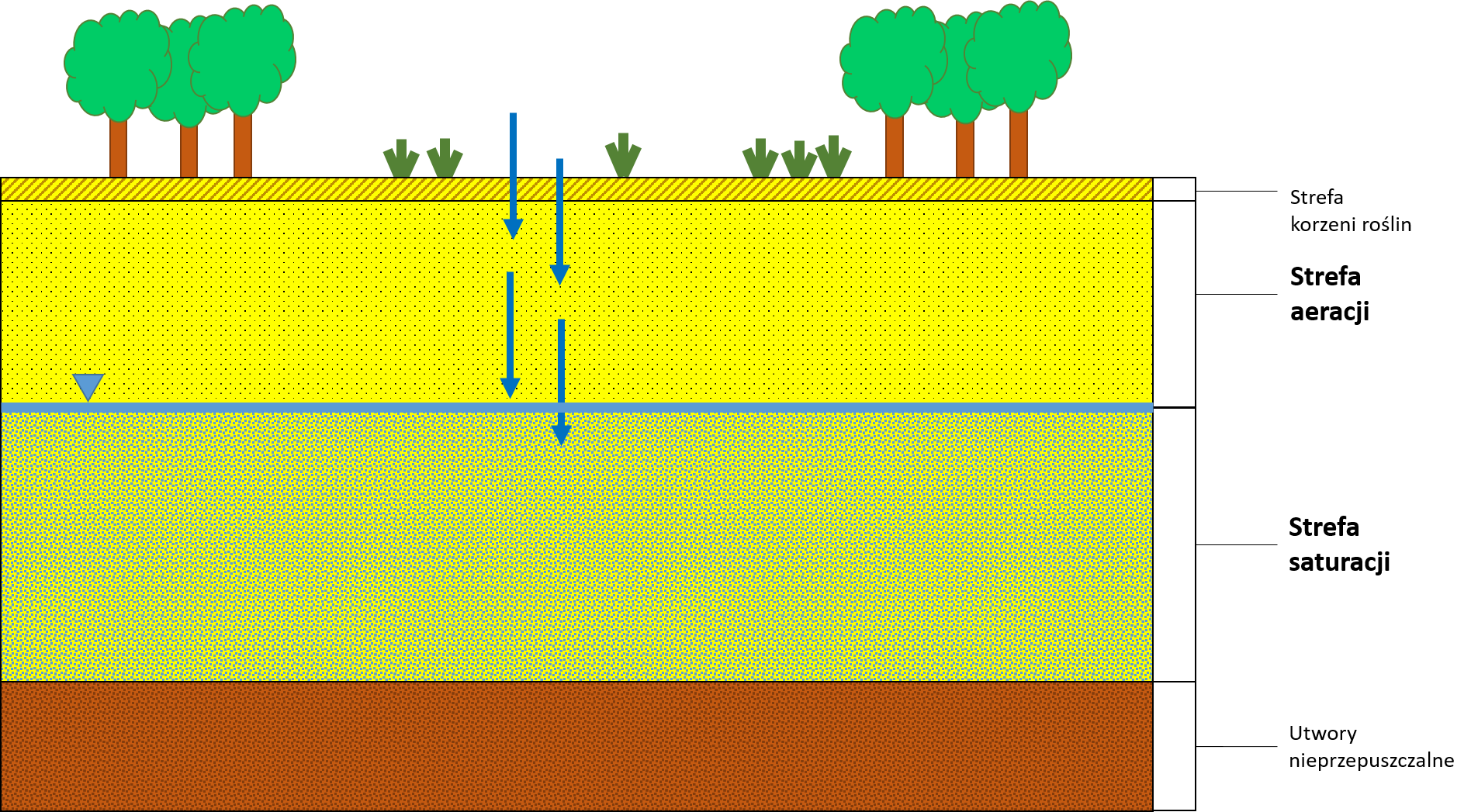
Schematyczne przedstawienie wód podziemnych

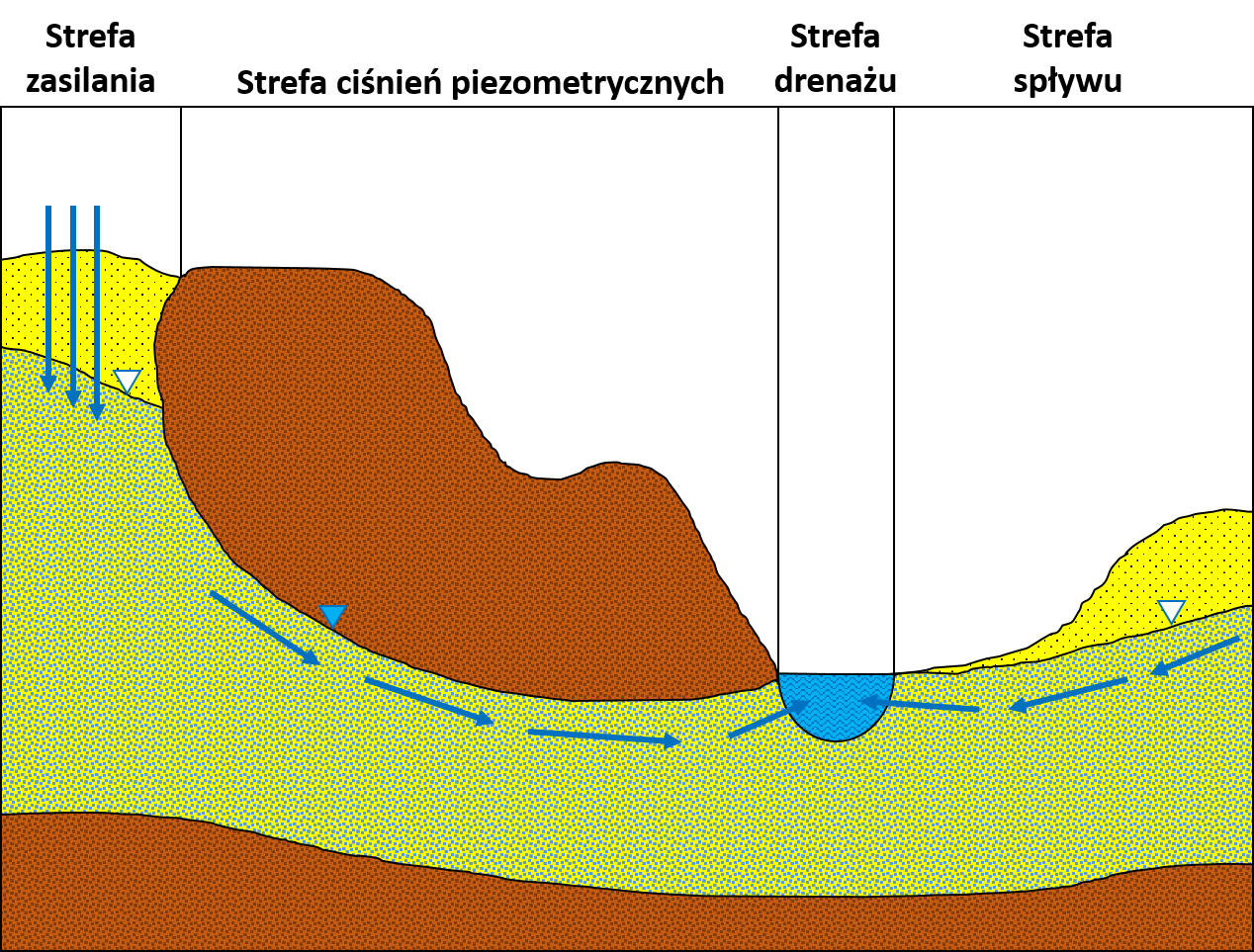
Strefy dynamiki hydrogeologicznej wód podziemnych

Dział geografii zajmujący się wodami podziemnymi to hydrogeologia.
Modelowy przykład wód podziemnych to wody pochodzące z opadów atmosferycznych i wsiąkające w ziemię, czyli wody infiltracyjne. Woda opadowa przesiąka przez przepuszczalne utwory skalne, np. piaski i zatrzymuje się na spągu warstwy o niskiej przepuszczalności lub nieprzepuszczalnej. Zaczyna się gromadzić, wypełniając puste przestrzenie (pory i szczeliny) w skale przepuszczalnej. Strefa, w której wszystkie szczeliny i pory są wypełnione wodą to strefa saturacji (strefa nawodniona, strefa nasycenia wodą). Ponad strefą saturacji znajduje się strefa aeracji (napowietrzenia), która sięga powierzchni Ziemi. Granicę tych stref stanowi zwierciadło wód podziemnych, czyli powierzchnia wód podziemnych. Fizycznie jest to umowna linia równowagi między ciśnieniem atmosferycznym, a ciśnieniem hydrostatycznym wód podziemnych.
Obecność i charakter wód podziemnych w dużym stopniu zależy od własności hydrogeologicznych skał.
Wody mogą się przemieszczać (wody ruchliwe) i wówczas wyróżnia się u nich trzy poziome strefy dynamiki hydrogeologicznej: strefę zasilania, strefę spływu oraz strefę drenażu. Ponad 50% zasobów wód podziemnych znajduje się natomiast w bezruchu (wody stagnacyjne) i wówczas można powiedzieć, że znajdują się one w strefie stagnacji hydrogeologicznej.

## Udział wód podziemnych w cyklu hydrologicznym

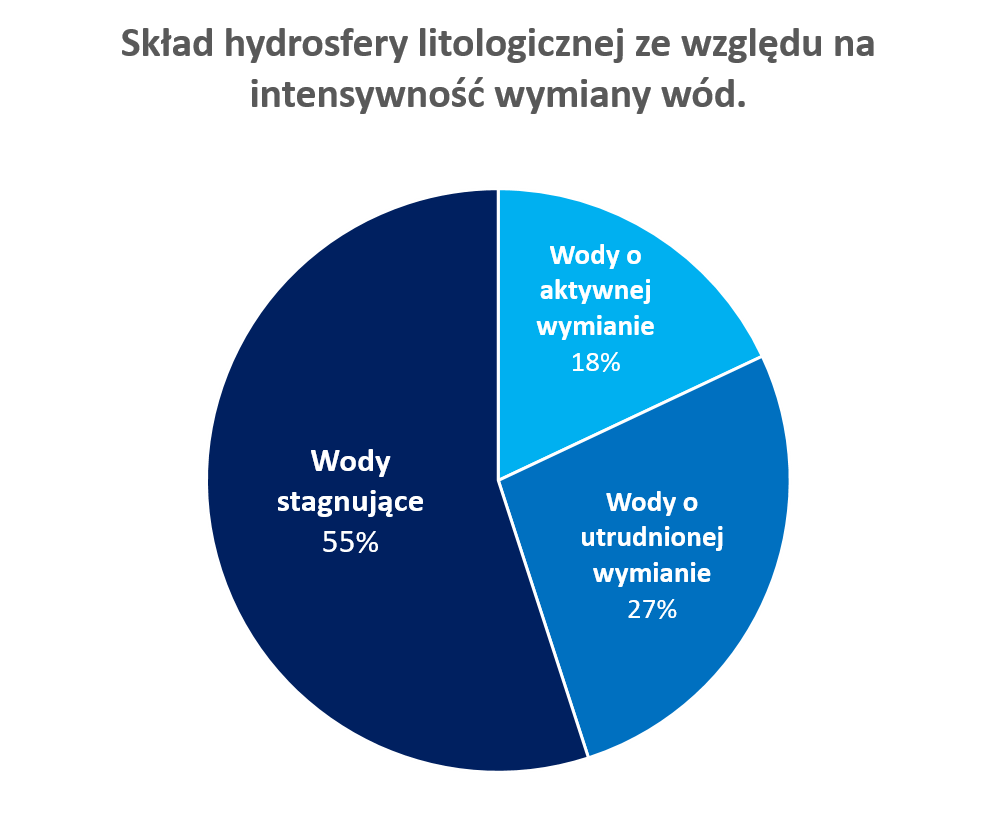
Skład hydrosfery litologicznej ze względu na intensywność wymiany wód

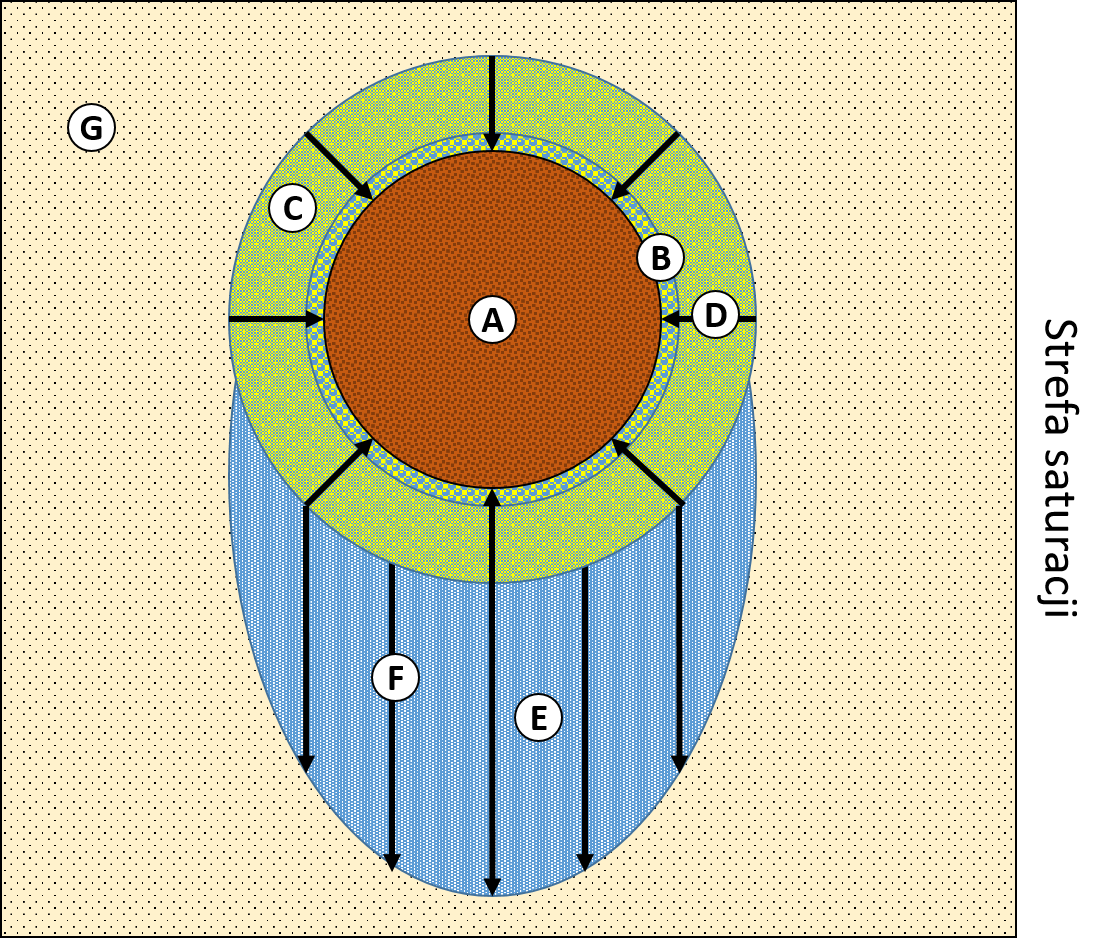
Schematyczne przedstawienie wód w strefie aeracji. A – ziarno skalne; B – woda higroskopowa; C – woda błonkowata; D – kierunek działania sił molekularnych; E – woda wolna;
F – kierunek działania siły grawitacji;
G – powietrze glebowe z parą wodną.

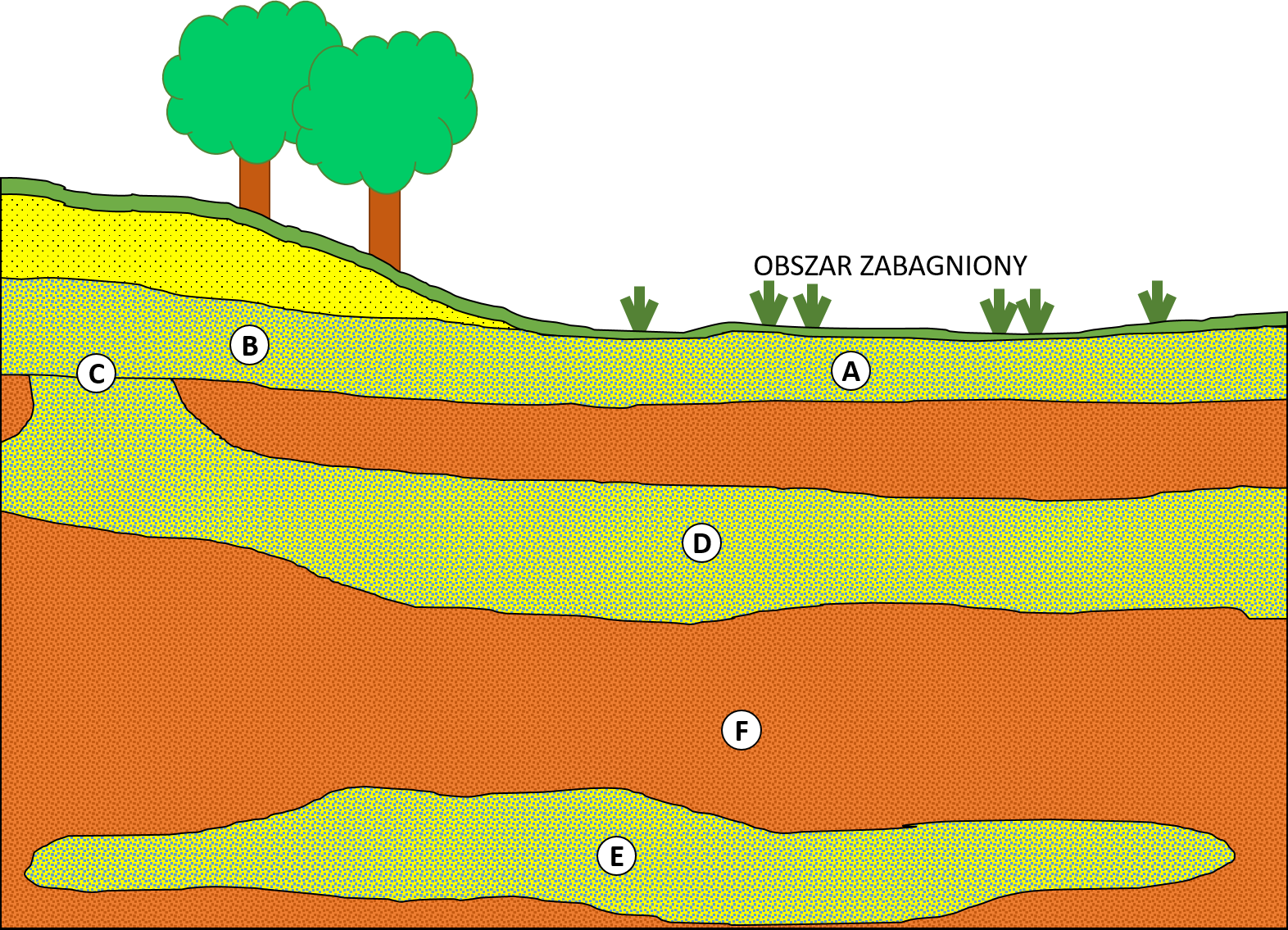
Schematyczne przedstawienie różnych rodzajów wód podziemnych ze względu na głębokość. A – wody przypowierzchniowe; B – wody gruntowe; C – okno hydrogeologiczne; D – wody wgłębne; E – wody głębinowe;
F – skały nieprzepuszczalne.

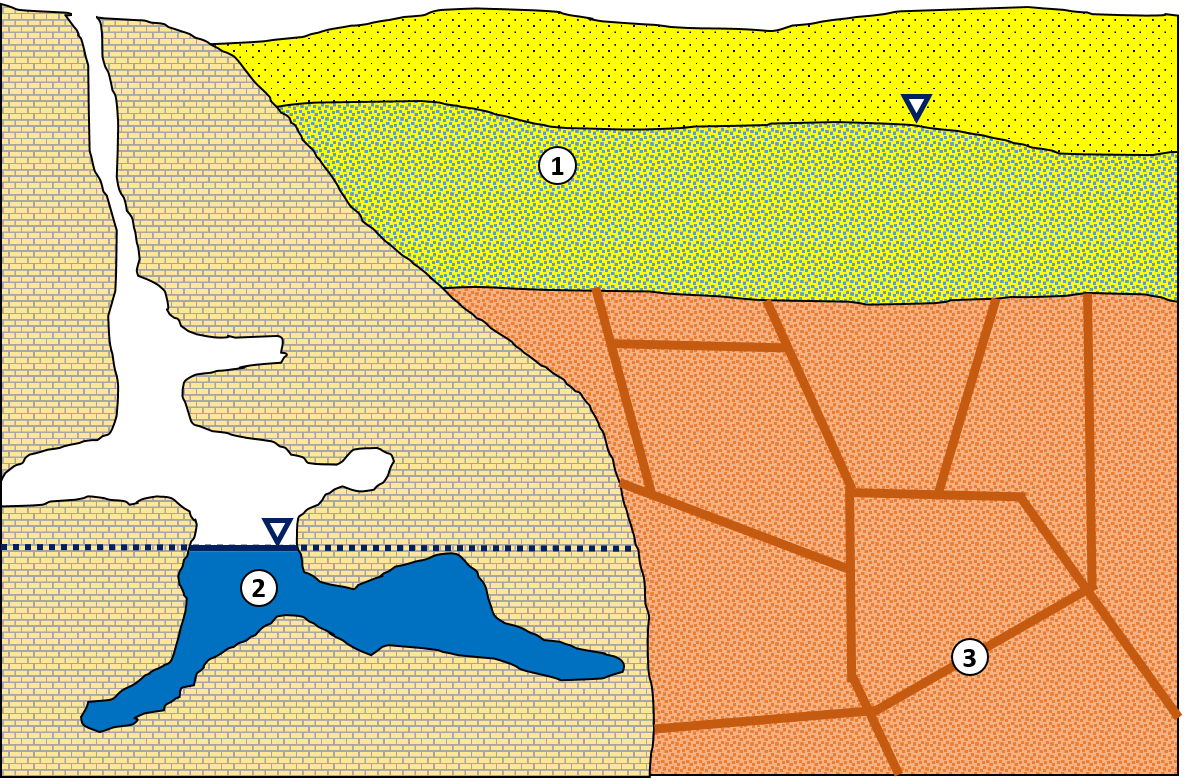
1 – wody warstwowe (porowe) 2 – wody krasowe 3 – wody szczelinowe

Zasoby wód podziemnych słodkich są szacowane na 10 053 000 km³, co stanowi 30,1% całkowitej ilości wód słodkich, a wliczając słone wody podziemne to są one trzecim (po wodach oceanicznych i lodowcach) zbiornikiem wód na Ziemi (23 400 000 km³ – ok. 1,7% zasobów hydrosfery).
Wody podziemne przemieszczają się w skałach pod wpływem grawitacji i ciśnienia hydrostatycznego i gromadzą się w trzech strefach, wyróżnionych ze względu na intensywność wymiany:
- strefa aktywnej wymiany – wody uczestniczą w cyklu hydrologicznym, odnawialne w cyklu rocznym, zasilane przez infiltracje opadów (wody infiltracyjne) i drenowane przez wody powierzchniowe (wody potamiczne), występują mniej więcej do 100 metrów w głąb Ziemi, są to wody współczesne, ich całkowity czas wymiany wynosi ok. 230–360 lat.
- strefa utrudnionej wymiany – również uczestniczą w cyklu hydrologicznym, strefę drenażu stanowią głębokie doliny rzeczne, depresje i dna oceaniczne, czas całkowity wymiany jest zdecydowanie dłuższy i sięga kilkunastu tysięcy lat, są to wody dawne, występują na głębokościach ok. 400 metrów w głąb Ziemi.
- strefa stagnacji, strefa zredukowanej wymiany – większość z nich znajduje się w bezruchu, co jest spowodowane brakiem drenażu i zasilania, stanowią zdecydowaną większość zasobów wód podziemnych, ich całkowity czas wymiany sięga nawet kilkudziesięciu milionów lat, występują na głębokości nawet do 2 km od powierzchni Ziemi, ich udział w cyklu jest nikły.

Wody podziemne potamiczne zasilają i drenują wody powierzchniowe.

## Klasyfikacja wód podziemnych
Istnieje wiele klasyfikacji wód podziemnych. Najważniejsze to: klasyfikacja genetyczne (ze względu na sposób powstawania) oraz klasyfikacja ze względu na miejsce i sposób występowania.

### Podział ze względu na genezę
W ogólnie przyjętej klasyfikacji genetycznej wód podziemnych w Polsce wyróżnia się:
- wody infiltracyjne (meteoryczne) – powstają wskutek przesiąkania wody opadowej przez szczeliny w glebie i warstwach skalnych[9][10];
- wody kondensacyjne – powstają w wyniku kondensacji pary wodnej z atmosfery w glebie[11][12];
- wody juwenilne (dziewicze) – powstają w wyniku skraplania się wody zawartej w krzepnącej magmie[13][14];
- wody reliktowe (szczątkowe) – powstają poprzez uwięzienie wód w nieprzepuszczalnych warstwach skalnych, przez co są one odizolowane, nieodnawialne i nie uczestniczą w cyklu hydrologicznym[13][15].
- wody metamorficzne – powstają w czasie metamorfozy skał, np. dehydroksylacji hydrokrzemianów[15].

### Podział ze względu na występowanie
Wody podziemne mogą występować w strefie aeracji oraz w strefie saturacji. Przy czym w strefie napowietrzenia występują wody wolne i wody związane, zaś w strefie nasycenia tylko wody wolne.

#### Wody wstrefie aeracji
- woda krystalizacyjna – wchodzi w skład minerałów (np. gipsu, wodorotlenków żelaza, tlenków krzemu), nie uczestniczy w cyklu hydrologicznym, jest to woda związana chemicznie[16].
- para wodna – woda w stanie gazowym występująca w powietrzu glebowym.
- woda związana fizycznie (woda molekularna) – woda związana z cząstkami gruntu siłami molekularnymi[16].
  - woda higroskopowa – występująca w postaci cienkiej warstewki cząsteczek wody, pochodzącymi z adsorpcji pary wodnej, otaczającej ziarno skalne[17][18][19].
  - woda błonkowata – występująca w postaci cienkiej (grubszej niż higroskopowa) warstewki wody, powstająca kiedy adsorpcja pary wodnej nie zachodzi, dzięki zjawisku adhezji wiązane są cząsteczki z wody wsiąkowej i kapilarnej[20][18][21].
- woda kapilarna – wypełnia wąskie szczeliny, w których utrzymuje się dzięki zjawiskom kapilarnym, występuje na granicy stref aeracji i saturacji, gdzie tworzą strefę wzniosu kapilarnego[18][22][23].
- woda wolna – woda niezwiązana fizycznie z cząsteczkami gruntu, podlegająca sile grawitacji[24].
  - wsiąkowa – woda przemieszczająca się w dół do strefy saturacji pod wpływem grawitacji.
  - zawieszona – woda wsiąkowa, która zatrzymała się na soczewce skał nieprzepuszczalnych w strefie aeracji[3].

#### Wody wstrefie saturacji
- wody przypowierzchniowe (błędnie nazywane zaskórnymi) – występują na bardzo małych głębokościach, strefa aeracji jest niewielka lub czasem nie istnieje, a zwierciadło styka się z powierzchnią. Są one wrażliwe na warunki pogodowe i silnie zanieczyszczoneStrefa wzniosu kapilarnego[25][26][27].
- wody gruntowe – tworzą pierwszy poziom wodonośny od powierzchni terenu, zazwyczaj nad zwierciadłem występuje strefa aeracji, zazwyczaj są zasilane przez wody opadowe i drenowane przez wody powierzchniowe[28][29][30].
- wody wgłębne – występują w warstwach wodonośnych przykrytych warstwami nieprzepuszczalnymi, obszar ich zasilania jest znacznie mniejszy niż obszar ich występowania, mogą być zasilane przez wychodnie skał przepuszczalnych lub przez szczeliny uskokowe i okna hydrogeologiczne. Często nie posiadają strefy aeracji i zwierciadło jest napięte[31][32][33].
- wody głębinowe – znajdują się głęboko pod powierzchnią i są uwięzione pod warstwami skał nieprzepuszczalnych (wody reliktowe), nie są zasilane (są nieodnawialne), są często silnie zmineralizowane oraz mogą być ogrzane ciepłem Ziemi[34][35][36].

### Podział ze względu na stan napięciazwierciadła wód podziemnych
Zwierciadło wód podziemnych może być swobodne lub napięte, czyli wymuszone przez nadległe warstwy skalne. Wyróżnia się w związku z tym wody swobodne i wody naporowe.
Wody naporowe znajdują się pod pewnym ciśnieniem, które jest zwane ciśnieniem piezometrycznym. Jego wartość jest odzwierciedlana przez linię ciśnienie piezometrycznego i jeżeli znajduje się ona poniżej powierzchni terenu ciśnienie nazywa się subartezyjskim i odpowiednio wody naporowe subartezyjskimi, jeżeli jednak przebiega powyżej powierzchni topograficznej to będzie to ciśnienie artezyjskie i odpowiednio wody artezyjskie.

### Podział ze względu na rodzaj skał, w których występują
- wody warstwowe – wypełniają pory skalne, tworząc warstwy wodonośne, mogą być naporowe lub swobodne[40]. Mogą być wodami przypowierzchniowymi, gruntowymi, wgłębnymi i głębinowymi zarówno w zwierciadle napiętym, jak i swobodnym[41].
- wody szczelinowe – wypełniają spękania w skałach litych[42][43][44]o różnej genezie, kształcie, wielkości i układzie. Ilość wód szczelinowych jest uzależniona od gęstości szczelin. Ruch wody w szczelinach odbywa się w zmiennym kierunku i z różną prędkością, w pionie i w poziomie. Jest podporządkowany tektonice i ciśnieniu hydrostatycznemu. Wyróżnia się zasilanie wód szczelinowych bezpośrednie (gdy szczeliny dochodzą do powierzchni i woda opadowa bezpośrednio spływa nimi w głąb) lub pośrednie (gdy szczeliny przykryte są utworami przepuszczalnymi, np. zwietrzlina lub osadami piaszczystymi). Zwierciadło wód szczelinowych na ogół jest swobodne i nie wykazuje związku z ukształtowaniem terenu. Wody szczelinowe występują na różnych głębokościach, mogą być zarówno przypowierzchniowe, jak i gruntowe (oba rodzaje w szczelinach wietrzeniowych) lub też szczelinowe wody wgłębne (te w szczelinach tektonicznych)[41].
- wody krasowe – wypełniają próżnie w skałach powstałe w wyniku procesów krasowych[45][43][46]. Wypełniają też kanały i kawerny powstające w wyniku ługowania wapieni, dolomitów, gipsów oraz halitu. Od wód szczelinowych różnią się wielkością próżni, w których występują. Są zasilane bezpośrednio lub pośrednio przez opady atmosferyczne lub wody powierzchniowe. Zasilanie wód krasowych jest intensywne. Zwierciadło wód krasowych zależy od zasilania opadowego i nie wykazuje związku z ukształtowaniem powierzchni. Krążenie wód w obszarach krasowych jest zależne zarówno od budowy geologicznej, jak i geomorfologii. W układzie krążenia wód krasowych wyróżnia się ruch pionowy, zasilający i poziomy wyprowadzający wody krasowe na powierzchnię często w postaci wywierzysk[41].

Istnieją również formy przejściowe: wody warstwowo-szczelinowe czy wody szczelinowo-krasowe.

### Podział ze względu na temperaturę
Wody podziemne mogą mieć różną temperaturę (wody głębinowe często są podgrzewane przez ciepło Ziemi). Temperatura waha się od 0 do nawet 100 °C.
Podział stosowany w hydrogeologii wyróżnia trzy typy wód ze względu na właściwości termiczne:
- wody chłodne (T < tśr.) – temperatura niższa niż średnia roczna temperatura powietrza w danym miejscu na Ziemi;
- wody zwykłe (T ≈ tśr.) – temperatura zbliżona lub równa średniej rocznej temperatury powietrza w danym miejscu na Ziemi;
- wody ciepłe (T > tśr.) – temperatura wyższa niż średnia roczna temperatura powietrza w danym miejscu na Ziemi.

W balneologii, czyli nauce medycznej zajmującej się właściwościami leczniczymi wód podziemnych, wyróżnia się:
- wody zwykłe (T ≤ 20 °C)
- wody termalne (T > 20 °C)

Ostatni podział termiczny wód podziemnych porównuje temperaturę wody do średniej temperatury ciała człowieka i wyróżnia:
- wody hipotermalne (20 °C < T < 34 °C)
- wody homeotermalne (34 °C < T < 38 °C)
- wody hipertermalne (T > 38 °C)

### Podział ze względu na zawartość związków mineralnych
Zawartość związków mineralnych w wodzie nazywamy jej mineralizacją. Istnieje bardzo duża ilość szczegółowych podziałów wód podziemnych ze względu na obecność konkretnych jonów lub grup jonów. Podstawowy podział wód podziemnych zaproponowany przez Zdzisława Pazdrę, wyodrębnia poszczególne jej rodzaje na podstawie ilości tzw. pozostałości suchej (tu oznaczona jako S), czyli osadu pozostałego po odparowaniu H2O:
- wody ultrasłodkie (S < 0,1 g/l)
- wody słodkie (0,1 g/l < S < 0,5 g/l)[b]
- akratopegi (0,5 g/l < S < 1 g/l)
- wody mineralne (S > 1 g/l) – w których obrębie dodatkowo Z. Pazdro wydziela[51]:
  - wody słabo zmineralizowane (1 g/l < S < 3 g/l)
  - wody słonawe (3 g/l < S < 10 g/l)
  - wody słone (10 g/l < S < 35 g/l)
  - solanki (S > 35 g/l)

## Wykorzystanie gospodarcze
Wody podziemne są szeroko wykorzystywane w gospodarce.
Najważniejszym wykorzystaniem wód podziemnych jest pozyskiwanie wody wodociągowej, ale przede wszystkim wody dla przemysłu. Wykorzystuje się do tego celu np. studnie, które pozwalają na wydobycie wody z warstw wodonośnych. Specyficznym rodzajem studni są studnie artezyjskie, które do wydobycia wody na powierzchnię wykorzystują ciśnienie piezometryczne wód naporowych, dzięki któremu woda wydostaje się przez studnie samoistnie. Najczęściej w tych celach eksploatuje się wody wgłębne lub gruntowe (wgłębne są czystsze i często artezyjskie co ułatwia wydobycie).
Wody reliktowe, które często są podgrzewane przez ciepło Ziemi, tworząc wody termalne, są wydobywane i wykorzystywane w branży ciepłowniczej, w balneologii, w rekreacji (np. baseny termalne) oraz w branży uzdrowiskowej (uzdrowiska geotermalne).
Wody mineralne dzięki zawartości pewnych związków chemicznych mogą posiadać właściwości lecznicze i być wykorzystywane w uzdrowiskach. Najszerzej wykorzystywanym wodami mineralnymi są tzw. solanki, czyli wody o dużej zawartości jonów chlorkowych i sodowych.

## Wody podziemne w polskim prawie
Ustawa prawo geologiczne i górnicze (Dz.U. z 2011 r. poz. 163) nie uznaje wszystkich wód podziemnych za kopaliny, a jedynie wody lecznicze, wody termalne i solanki. W związku z tym wody te podlegają stosownej ochronie.